# Ante Budimir
Ante Budimir (Zenica, 22 de julho de 1991) é um futebolista profissional croata nascido na atual Bósnia-Herzegovina e que atua como centroavante.

## Carreira
Ante Budimir começou a carreira no NK Inter Zaprešić.